# 灰岩血桐
灰岩血桐（学名：Macaranga esquirolii）为大戟科血桐属下的一个种。

## 扩展阅读
- 維基物種上的相關：灰岩血桐